# Maranta purpurea
Maranta purpurea är en strimbladsväxtart som beskrevs av S.Vieira och V.C.Souza. Maranta purpurea ingår i släktet Maranta och familjen strimbladsväxter. Inga underarter finns listade.